# Alfred Goux
Pour les articles homonymes, voir Goux.
Alfred Goux, né Joseph Alfred Goutz le 15 octobre 1876 à La Réole (Gironde) est maire de Dakar (AOF) de 1935 à 1945, avec une interruption de 1939 à 1943.
Il est assassiné à son domicile par un ressortissant guinéen en avril 1948. 

## Hommages et distinctions
Une rue de Dakar porte son nom dans la commune d’arrondissement de Dakar-Plateau.
Il est nommé Chevalier du mérite agricole dans la promotion du 14 juillet 1938.